# Ėto bylo v razvedke
Ėto bylo v razvedke (Это было в разведке) è un film del 1968 diretto da Lev Solomonovič Mirskij.